# Gert Bals
Gerrit (Gert) Bals (Utrecht, 18 oktober 1936 – Veenendaal, 20 mei 2016) was een Nederlands voetballer en voetbaltrainer. Hij kwam als keeper uit voor achtereenvolgens Velox, SV Zeist, HVV 't Gooi, PSV, Ajax en Vitesse.

## Loopbaan

### Beginjaren
Bals begon als tienjarige bij buurtvereniging RUC in Utrecht. Vanaf zijn jongste jaren stond hij in het doel. Na twee jaar vertrok hij naar de grotere club Velox. Twee weken na zijn zestiende verjaardag debuteerde hij op 2 november 1952 in het eerste elftal. Hij verving Velox-doelman Cinus van Kooten die door een gebroken middenhandsbeentje twee maanden uit de roulatie was. Hij maakte op 4 april 1953 zijn internationale debuut voor het Nederlands jeugdelftal 16–18 jaar. Waar hij het doel verdedigde in de met 0-3 verloren wedstrijd tegen Frankrijk. Hij speelde drie jeugdinterlands. In oktober 1953 verdrong Bals vaste doelman Van Kooten uit het eerste elftal. Een seizoen later waren de rollen omgedraaid en moest hij het stellen met een paar invalbeurten. Medio 1955 stapte Bals over naar de nieuwe profclub SV Zeist.

### Profvoetbal
Bals was twee seizoenen de vaste doelman van SV Zeist. In 1957 werd hij voor 20.000 gulden aangetrokken door HVV ’t Gooi dat een opvolger zocht voor de naar PSV vertrokken Pim Bekkering. In zijn tweede jaar werd hij met HVV ’t Gooi kampioen in de Tweede divisie A. Hij speelde vervolgens twee seizoenen in de Eerste divisie en vertrok daarna voor 35.000 gulden naar PSV.

### PSV
Op 20 augustus 1961 maakte Bals op 24-jarige leeftijd zijn debuut in de Eredivisie. Hij verdrong keeper Pim Bekkering, die in 1957 bij PSV was gekomen als opvolger van Lieuwe Steiger, uit het eerste elftal. Bals miste in zijn eerste seizoen geen minuut en PSV, dat daarvoor enkele mindere jaren kende, eindigde op de tweede plaats achter landskampioen Feijenoord. Een jaar later greep PSV het landskampioenschap door in het laatste thuisduel op 9 juni 1963 titelconcurrent Ajax met 5–2 te verslaan. Bals maakte in het najaar van 1963 zijn Europese debuut in de Europa Cup I. PSV bereikte de kwartfinale waarin het werd uitgeschakeld door FC Zürich. Na vier seizoenen kon hij het met de clubleiding van PSV niet eens worden over een nieuw contract. PSV plaatste Bals in juni 1965 op de transferlijst en trok met de Duitser Horst-Dieter Strich een nieuwe doelman aan. 

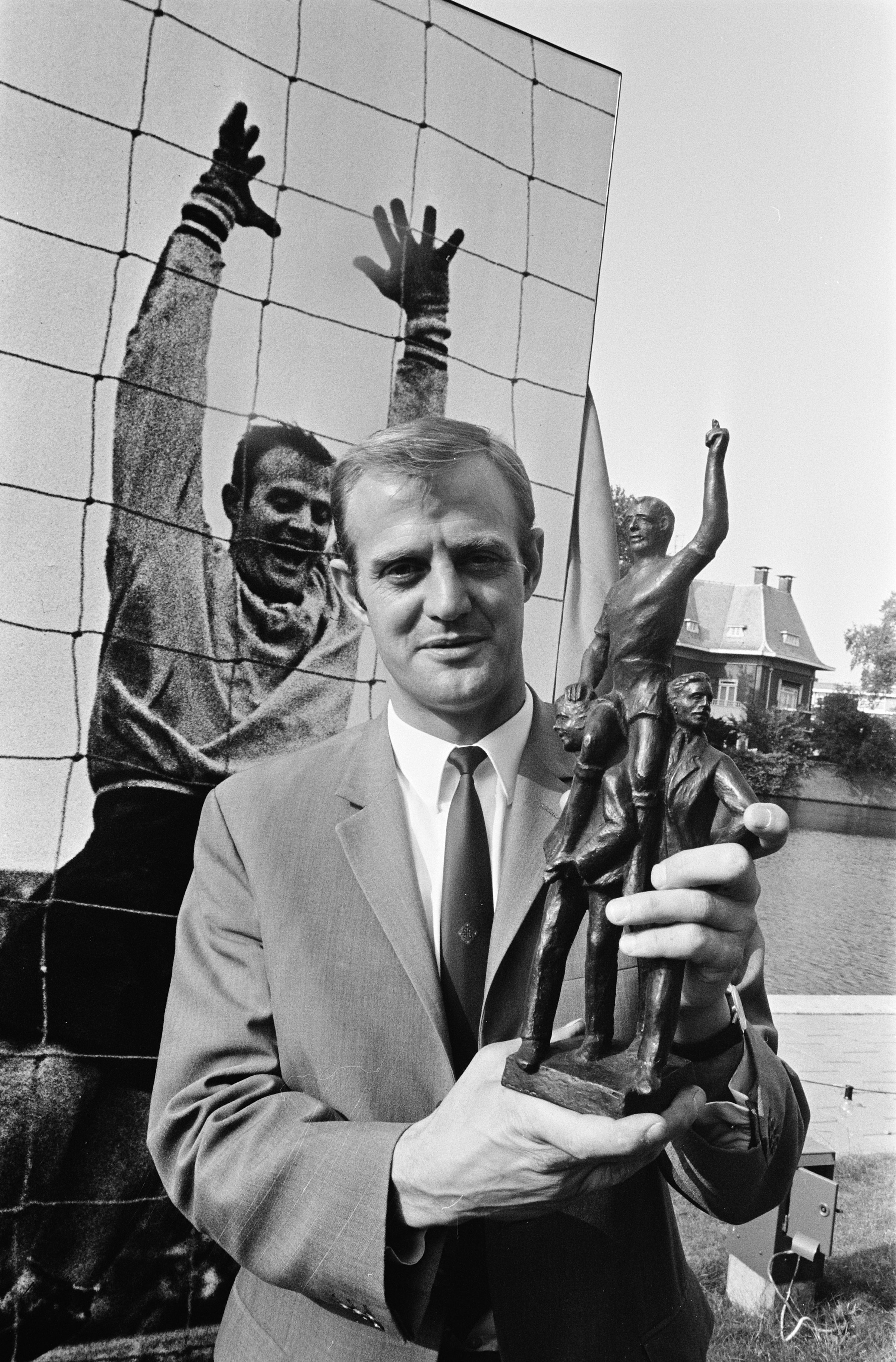
Bals met de trofee Voetballer van het jaar (8 augustus 1969).

### Ajax
Ajax, dat een zwak seizoen achter de rug had met de dertiende plaats, hapte toe en trok de PSV-keeper voor 70.000 gulden aan. Bals won de concurrentiestrijd van Bertus Hoogerman en speelde in zijn eerste drie jaar alle competitieduels waarin Ajax drie keer landskampioen werd. 
Na de landstitel van 1966 nam Bals met Ajax deel aan de Europa Cup I. Hij keepte in de bekende mistwedstrijd op 7 december 1966 tegen Liverpool FC in het Olympisch stadion die Ajax met 5-1 won. Een ronde later sneuvelde Ajax tegen Dukla Praag.
In 1969 bereikte Ajax voor het eerst de finale van de Europa Cup I. Met aanvoerder Bals in het doel ging de eindstrijd tegen AC Milan met 4-1 verloren op 28 mei 1969. 
Hij won in 1970 voor de vierde keer in vijf jaar de landstitel met Ajax. Maar hij speelde niet mee in de kampioenswedstrijd op 18 mei 1970. Trainer Rinus Michels gaf de voorkeur aan reservedoelman Heinz Stuy. Bals reageerde teleurgesteld en ruim een week later kondigde hij zijn vertrek aan.

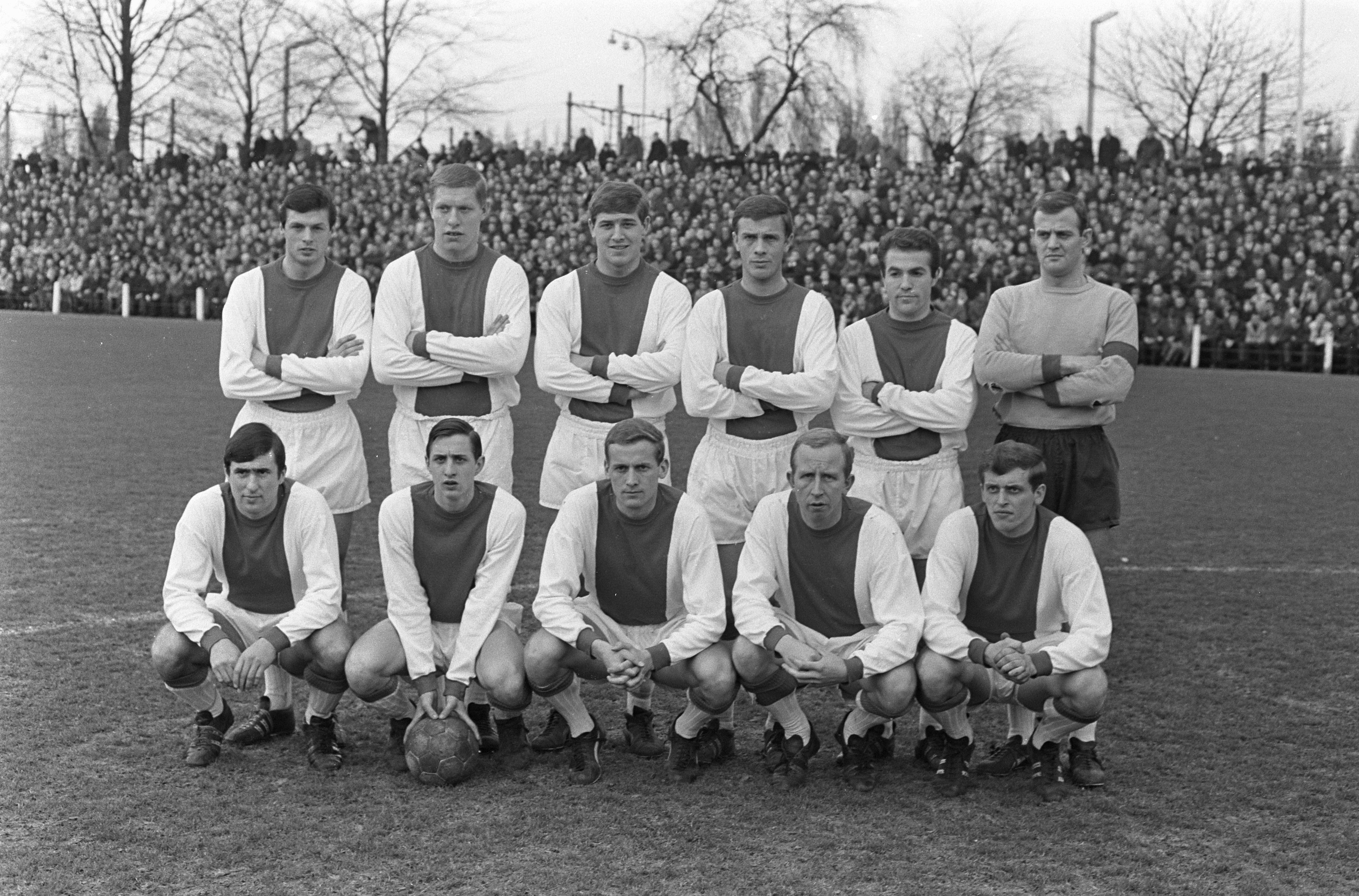
Bals, staand 1e van rechts, met Ajax (26 februari 1967).

### Vitesse
Bals kreeg geen vrije transfer van Ajax. Vitesse, uitkomend in de Eerste divisie, kon met steun van het bedrijfsleven 100.000 op tafel leggen voor de 33-jarige doelman. Vitesse eindigde op de derde plaats. Door de fusie van ADO en Holland Sport kwam er een plek vrij in de Eredivisie en promoveerde Vitesse alsnog. Zo keerde hij na een jaar terug op het hoogste niveau. Vitesse streed het hele seizoen tegen degradatie. Hij miste de laatste negen wedstrijden omdat hij op 22 maart 1972 tijdens de training een schouderblad brak. Vitesse redde het niet maar Bals stond bij de aftrap van het volgende seizoen op 13 augustus 1972 weer in het doel. Met een derde plaats zonder promotie nam hij op 36-jarige leeftijd afscheid van het profvoetbal.
In november 1973 leek hij een comeback te maken bij FC Utrecht dat met een keepersprobleem kampte, maar het kwam niet tot een overeenkomst.
Hij zat als veertigjarige in november 1976 nog als reservekeeper op de bank om Vitesse uit de brand te helpen.

### Als trainer
Op 1 april 1978 trad hij bij Vitesse in dienst als assistent-trainer en scout. Hij verving op 12 november 1978 hoofdtrainer Henk Wullems, die ziek was, in de thuiswedstrijd tegen FC Twente en Vitesse behaalde de eerste thuiszege (3-2).
Daarna ging hij als trainer verder in de top van het amateurvoetbal. ADO '20 uit Heemskerk was in 1981 zijn eerste club. Hij ging twee jaar later aan de slag bij zaterdagclub Kozakken Boys waarmee hij in het seizoen 1984/85 kampioen werd in de Eerste klasse A. GVVV uit Veenendaal was zijn laatste klus als trainer. Na anderhalf jaar moest hij, eind november 1987, vertrekken.
Tijdens zijn spelersperiode bij Vitesse begon hij een sportzaak in Velp en later een winkel in tijdschriften en rookwaren in Veenendaal. 
Bals overleed in 2016 op 79-jarige leeftijd in zijn woonplaats Veenendaal.

## Clubstatistieken
| Seizoen | Club    | Land      | Competitie              | Competitie | Competitie | Beker | Beker | Internationaal | Internationaal | Overig | Overig | Totaal | Totaal |
| Seizoen | Club    | Land      | Competitie              | Wed.       | Dlp.       | Wed.  | Dlp.  | Wed.           | Dlp.           | Wed.   | Dlp.   | Wed.   | Dlp    |
| ------- | ------- | --------- | ----------------------- | ---------- | ---------- | ----- | ----- | -------------- | -------------- | ------ | ------ | ------ | ------ |
| 1952/53 | Velox   | Nederland | Tweede klasse B West II | 6          | 0          | –     | –     | 0              | 0              | 0      | 0      | 6      | 0      |
| 1953/54 | Velox   | Nederland | Tweede klasse A West II | 16         | 0          | –     | –     | 0              | 0              | 0      | 0      | 16     | 0      |
| 1954/55 | Velox   | Nederland | Tweede klasse A West II | 2          | 0          | –     | –     | 0              | 0              | 0      | 0      | 2      | 0      |
| 1955/56 | Zeist   | Nederland | Eerste klasse C         | 30         | 0          | –     | –     | 0              | 0              | 0      | 0      | 30     | 0      |
| 1956/57 | Zeist   | Nederland | Tweede divisie B        | 25         | 0          | 2     | 0     | 0              | 0              | 0      | 0      | 27     | 0      |
| 1957/58 | 't Gooi | Nederland | Tweede divisie A        | 26         | 0          | 4     | 0     | 0              | 0              | 0      | 0      | 30     | 0      |
| 1958/59 | 't Gooi | Nederland | Tweede divisie A        | 28         | 0          | 1     | 0     | 0              | 0              | 0      | 0      | 29     | 0      |
| 1959/60 | 't Gooi | Nederland | Eerste divisie A        | 30         | 0          | –     | –     | 0              | 0              | 0      | 0      | 30     | 0      |
| 1960/61 | 't Gooi | Nederland | Eerste divisie B        | 33         | 0          | 4     | 0     | 0              | 0              | 0      | 0      | 37     | 0      |
| 1961/62 | PSV     | Nederland | Eredivisie              | 34         | 0          | 4     | 0     | 0              | 0              | 0      | 0      | 38     | 0      |
| 1962/63 | PSV     | Nederland | Eredivisie              | 30         | 0          | 1     | 0     | 0              | 0              | 0      | 0      | 31     | 0      |
| 1963/64 | PSV     | Nederland | Eredivisie              | 28         | 0          | 1     | 0     | 6              | 0              | 0      | 0      | 35     | 0      |
| 1964/65 | PSV     | Nederland | Eredivisie              | 28         | 0          | 2     | 0     | 0              | 0              | 0      | 0      | 30     | 0      |
| 1965/66 | Ajax    | Nederland | Eredivisie              | 30         | 0          | 4     | 0     | 0              | 0              | 0      | 0      | 34     | 0      |
| 1966/67 | Ajax    | Nederland | Eredivisie              | 34         | 0          | 5     | 0     | 6              | 0              | 0      | 0      | 45     | 0      |
| 1967/68 | Ajax    | Nederland | Eredivisie              | 34         | 0          | 7     | 0     | 2              | 0              | 0      | 0      | 43     | 0      |
| 1968/69 | Ajax    | Nederland | Eredivisie              | 32         | 0          | 3     | 0     | 10             | 0              | 0      | 0      | 45     | 0      |
| 1969/70 | Ajax    | Nederland | Eredivisie              | 32         | 0          | 3     | 0     | 10             | 0              | 0      | 0      | 45     | 0      |
| 1970/71 | Vitesse | Nederland | Eerste divisie          | 25         | 0          | 2     | 0     | 0              | 0              | 0      | 0      | 27     | 0      |
| 1971/72 | Vitesse | Nederland | Eredivisie              | 25         | 0          | 1     | 0     | 0              | 0              | 0      | 0      | 26     | 0      |
| 1972/73 | Vitesse | Nederland | Eerste divisie          | 34         | 0          | 2     | 0     | 0              | 0              | 0      | 0      | 36     | 0      |
| Totaal  | Totaal  | Totaal    | Totaal                  | 562        | 0          | 46    | 0     | 34             | 0              | 0      | 0      | 642    | 0      |